# Josef Löwy

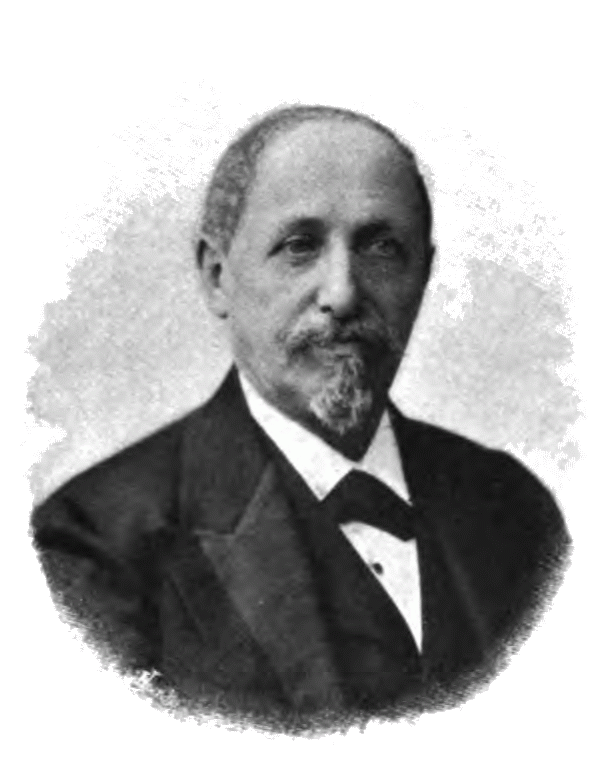
Josef Löwy (1901)

Josef Löwy (* 16. August 1834 in Preßburg; † 24. März 1902 in Wien) war ein österreichischer k.u.k-Hoffotograf und Verleger.

## Leben
Josef Löwy übersiedelte 1848 nach Wien, wo er das Lithografieren lernte. Dann studierte er an der Wiener Akademie in der Malklasse. Sein erstes Zimmeratelier eröffnete er 1856 in Wien und zog 1859 in ein neues Atelier um. Eine seiner bezogenen Räumlichkeiten war in der Weihburggasse 31, 1. Bezirk. Er trat 1861 der Photographischen Gesellschaft in Wien bei und beteiligte sich 1864 an der Ersten photographischen Ausstellung in Wien. Von 1866 bis 1873 besaß er ein Sommeratelier in Baden bei Wien. Ab 1872 beschäftigte er sich mit dem Lichtdruckverfahren und gründete ein Atelier für Industrieaufnahmen im Wiener Gemeindebezirk Landstraße.
Löwy wurde 1873 Mitglied der Wiener Photographen-Association, die anlässlich der Wiener Weltausstellung 1873 gegründet wurde. Diese hatte die Konzession zur Produktion von Bildaufnahmen im Ausstellungsgelände. Im selben Jahr wurde er aufgrund seiner fotografischen Leistungen um die Weltausstellung zum Hoffotografen ernannt.
Unter anderem sind seine Industriefotografien sowie die ab den 1880er Jahren erstellten Heliografien bekannt geworden. Mit dem Amateurfotografen Josef Plener gründete Löwy 1885 eine Trockenplattenanstalt. Löwy machte in seiner Laufbahn aus seinem Unternehmen eine international bekannte Reproduktionsanstalt mit Fotoverlag. Themenschwerpunkte seiner Fotografie waren Porträts, Wiener Architektur, Kunst- und Aktfotografie. 
Josef Löwy starb am 24. März 1902 im Alter von 67 Jahren und wurde am 26. März 1902 auf dem Wiener Zentralfriedhof in der jüdischen Abteilung beerdigt. Seine Firma wurde von der Witwe Mathilde Löwy fortgeführt und 1908 durch den Neffen Gustav Löwy unter dem Namen „Kunstanstalt J. Löwy“ übernommen.

### Familie
- Ehefrau Mathilde Löwy, geb. Spitzer (1853–1908)
- Bruder Ignatz Löwy (1838–1907), Journalist, Theaterunternehmer und Entertainer
- Schwester Marie Weinberger, geb. Löwy
- Schwester Babette Buchwand, geb. Löwy

## Werke (Auswahl)

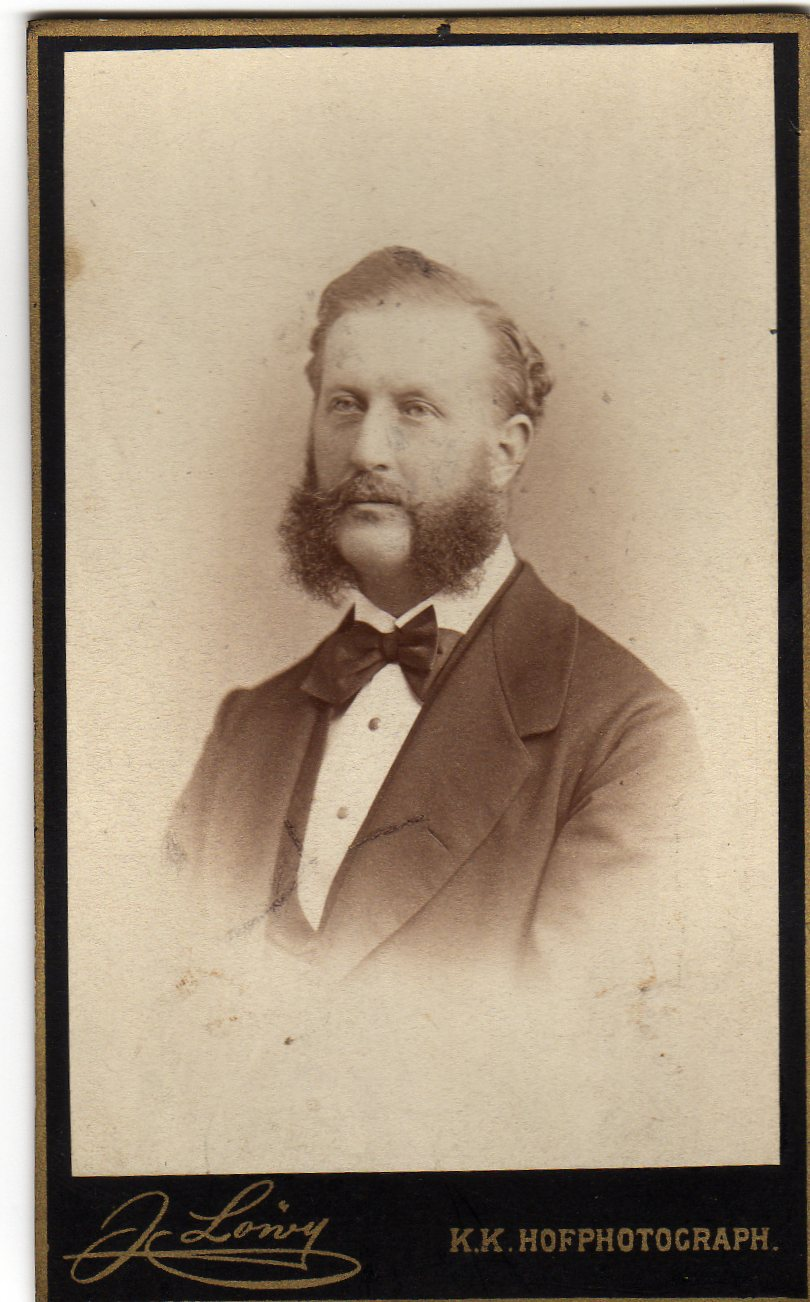
Anton August von Attems-Gilleis, Freiherr von Heiligenkreuz (1834–1891)
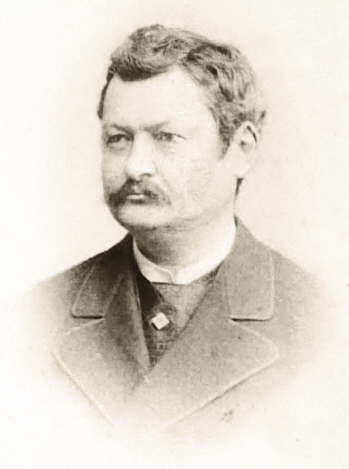
Rudolph Hermann Meyer (1839–1899)
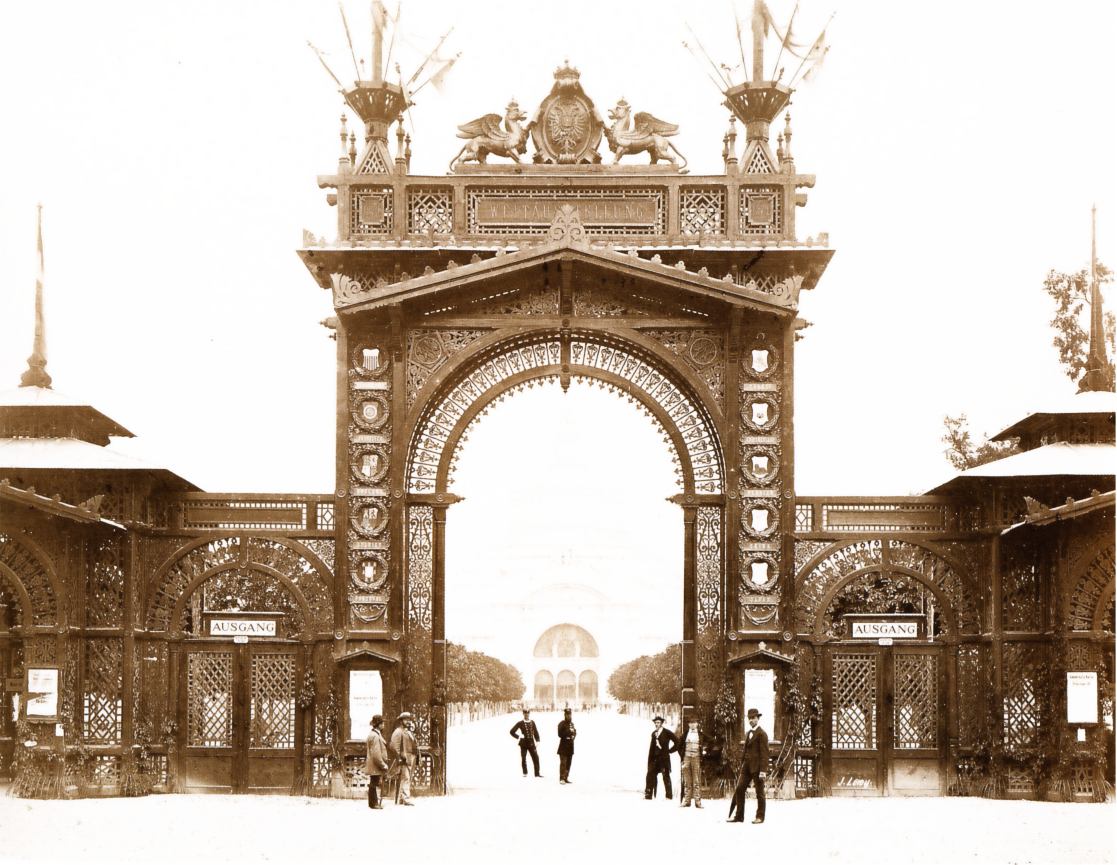
Weltausstellung Wien 1873
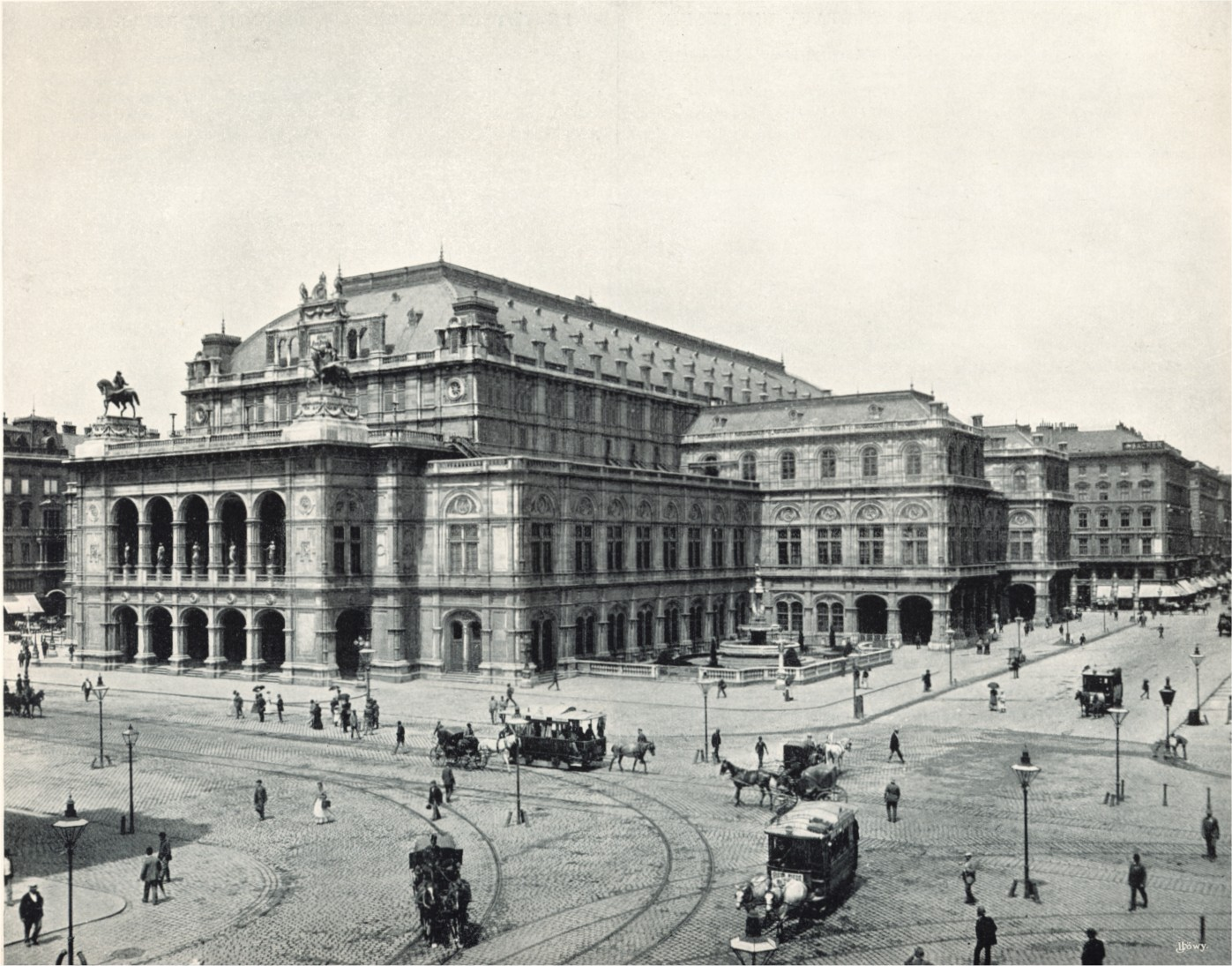
k.u.k. Hof-Oper, um 1898
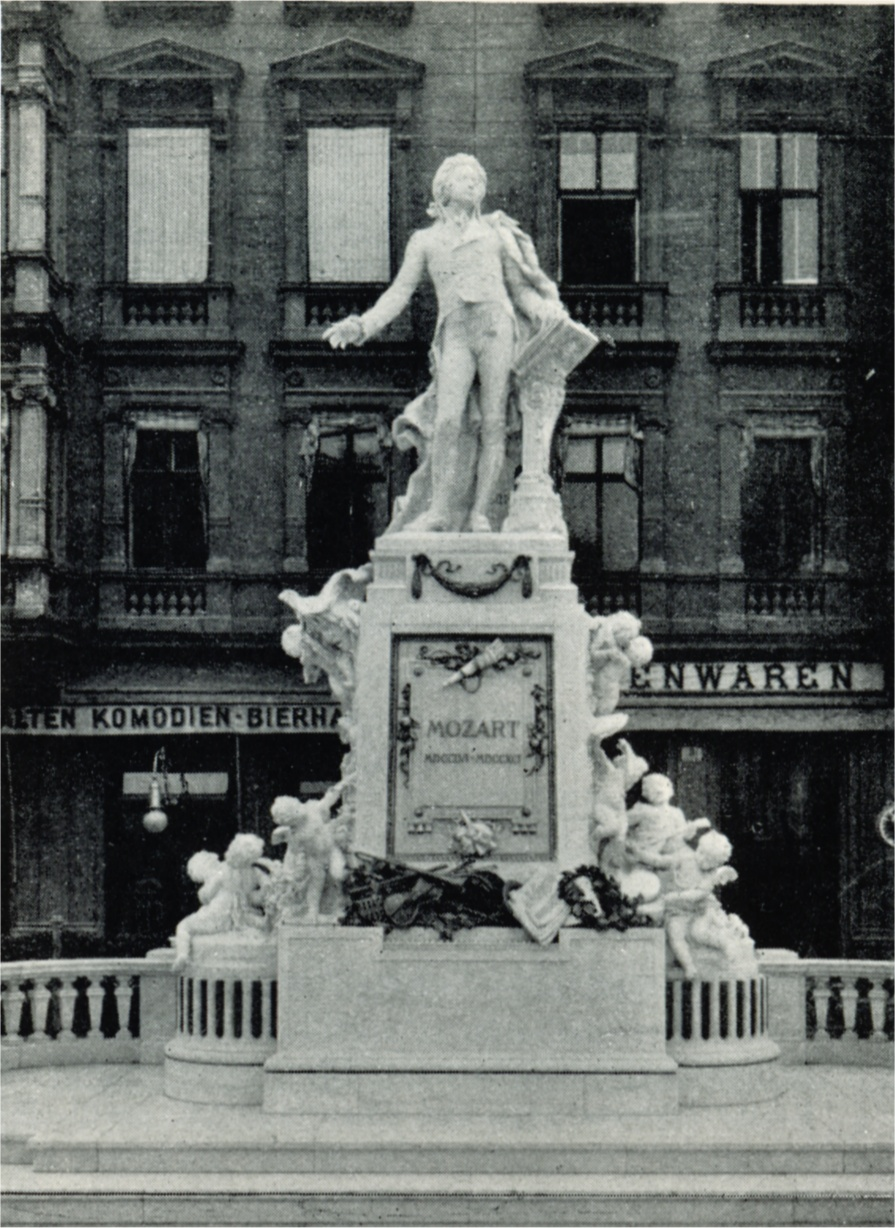
Mozart Denkmal von Viktor Tilgner, zwischen 1896 und 1898
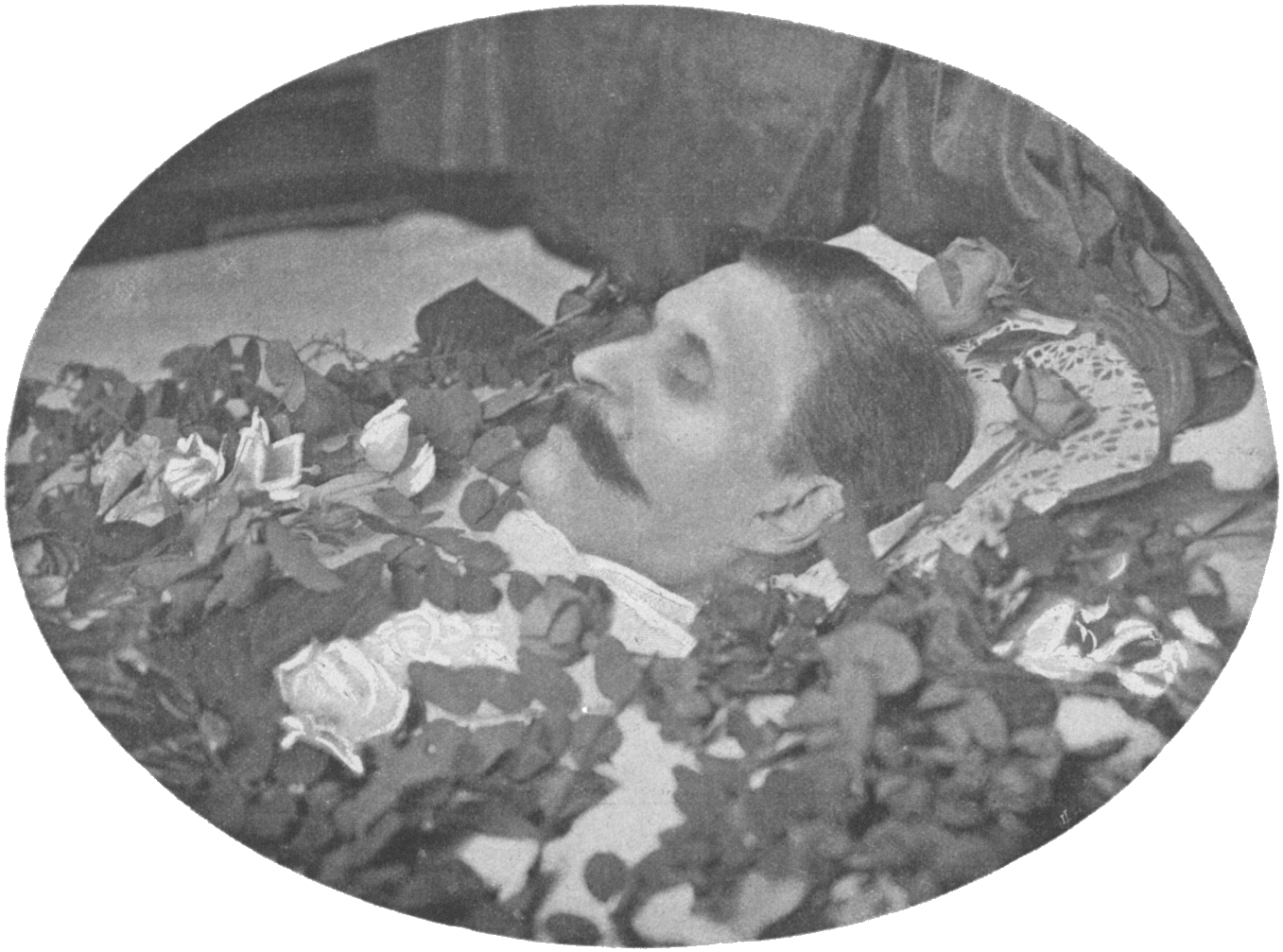
Johann Strauss (Sohn) 1899, in: Österreichische Illustrierte Zeitung, 11. Juni 1899

## Auszeichnungen
- 1873: Titel eines Hofphotographen (von Kaiser Franz Joseph I.)[3]
- 1866: Bronzemedaille in Wien[4]
- 1867: Bronzemedaille in Paris
- 1871: Diplom in London